# Beatríz Jurado
Pour les articles homonymes, voir Jurado.
María Beatríz Jurado Fernández de Córdoba, née le 3 mars 1983, est une femme politique espagnole membre du Parti populaire.
Elle est élue sénatrice de Cordoue lors des élections générales de 2011.

## Biographie
Elle est mariée et mère de deux enfants.

### Profession
María Beatríz Jurado Fernández de Córdoba est avocate.

### Carrière politique
Elle est conseillère municipale de Cordoue depuis 2011.
Le 20 novembre 2011, elle est élue sénatrice pour Cordoue au Sénat et réélue en 2015 et 2016.